# ماسین سورچینلی
ماسین سورچینلی (انگلیسی: Massinet Sorcinelli; ۲۷ فوریهٔ ۱۹۲۲ – ۱۲ اوت ۱۹۷۱) بازیکن بسکتبال اهل برزیل بود.
از باشگاه‌هایی که در آن بازی کرده‌است می‌توان به اشاره کرد.